# Tisovský vrch
Tisovský vrch-Pajndl (německy Peindlberg) se tyčí do výšky 977 m n. m. severně od Nejdku nad vesnicí Tisová.

## Rozhledna
Na vrcholu stojí 24 metrů vysoká rozhledna. Jedna z více rozhleden, která je kulturní památkou, byla postavena ze žulových kvádrů v roce 1897 Nejdeckou krušnohorskou jednotou. Z ochozu lze spatřit okolí Nejdku a západní část Krušných hor. Nahoru vedou kamenné schody, dole se rozhledna zavírá železnými vraty. Věž byla do poloviny osmdesátých let dvacátého století v katastrofálním stavu, a hrozilo jí zřícení. V letech 1986–1987 proběhla její velká rekonstrukce: oprava ochozu, výměna části dřevěného přístřešku a byla položena nová hliníková střecha s novým snímačem a hromosvodem. Přístřešek byl osazen novým dřevěným pláštěm s bezpečnostními skly. Opraven byl pilíř schodiště a obvodový plášť, kde bylo přidáno pět ocelových výztuh. Běžně je za dobré viditelnosti zřetelný vrch Dyleň a Třebouňský vrch. Při výborné viditelnosti pak i další vrcholy v okolí města Stříbra a Tachova.
Technická data
- výška na ochozu 18 m
- základna 5,1 × 5,1 m
- základna 8-bokého přístřešku 2,4 m
- počet schodů uvnitř schodiště 111
- počet oken 16
- výška přístřešku 4,75 m
- výška zábradlí v rozích 2,23 m
- délka jímače hromosvodu 0,5 m